# Eleições autárquicas portuguesas de 1979 na Madeira
| Eleições autárquicas portuguesas de 1979 Distritos: Aveiro \| Beja \| Braga \| Bragança \| Castelo Branco \| Coimbra \| Évora \| Faro \| Guarda \| Leiria \| Lisboa \| Portalegre \| Porto \| Santarém \| Setúbal \| Viana do Castelo \| Vila Real \| Viseu \| Açores \| Madeira |

## Resultados por concelho
Os resultados nos concelhos da Região Autónoma da Madeira foram os seguintes:

### Calheta
| Partido                 | Partido                   | Votos | %               | +/-   | Vereadores | +/-     |
| ----------------------- | ------------------------- | ----- | --------------- | ----- | ---------- | ------- |
|                         | Partido Social Democrata  | 5 221 | 76,67 / 100,00  | 15,48 | 4 / 5      | Estável |
|                         | Centro Democrático Social | 1 140 | 16,74 / 100,00  | 11,44 | 1 / 5      | Estável |
|                         | Partido Socialista        | 219   | 3,22 / 100,00   | 3,48  | 0 / 5      | Estável |
|                         | Aliança Povo Unido        | 49    | 0,72 / 100,00   | -     | 0 / 5      | -       |
|                         | União Democrática Popular | 38    | 0,56 / 100,00   | -     | 0 / 5      | -       |
| Votos Inválidos         | Votos Inválidos           | 143   | 2,10 / 100,00   | 0,91  |            |         |
| Total                   | Total                     | 6 810 | 100,00 / 100,00 |       | 5 / 5      |         |
| Eleitorado/Participação | Eleitorado/Participação   | 8 211 | 82,94 / 100,00  | 21,92 |            |         |

### Câmara de Lobos
| Partido                 | Partido                   | Votos  | %               | +/-   | Vereadores | +/-     |
| ----------------------- | ------------------------- | ------ | --------------- | ----- | ---------- | ------- |
|                         | Partido Social Democrata  | 8 630  | 74,04 / 100,00  | 17,37 | 7 / 7      | 2       |
|                         | Partido Socialista        | 953    | 8,18 / 100,00   | 0,48  | 0 / 7      | Estável |
|                         | Centro Democrático Social | 726    | 6,23 / 100,00   | 15,51 | 0 / 7      | 2       |
|                         | União Democrática Popular | 512    | 4,39 / 100,00   | -     | 0 / 7      | -       |
|                         | Aliança Povo Unido        | 342    | 2,93 / 100,00   | 1,41  | 0 / 7      | Estável |
|                         | PCTP/MRPP                 | 122    | 1,05 / 100,00   | -     | 0 / 7      | -       |
| Votos Inválidos         | Votos Inválidos           | 371    | 3,18 / 100,00   | 0,36  |            |         |
| Total                   | Total                     | 11 656 | 100,00 / 100,00 |       | 7 / 7      |         |
| Eleitorado/Participação | Eleitorado/Participação   | 14 783 | 78,85 / 100,00  | 20,83 |            |         |

### Funchal
| Partido                 | Partido                   | Votos  | %               | +/-   | Vereadores | +/-     |
| ----------------------- | ------------------------- | ------ | --------------- | ----- | ---------- | ------- |
|                         | Partido Social Democrata  | 28 057 | 59,45 / 100,00  | 17,03 | 6 / 9      | 2       |
|                         | Partido Socialista        | 9 271  | 19,64 / 100,00  | 8,74  | 2 / 9      | 1       |
|                         | Centro Democrático Social | 4 336  | 9,19 / 100,00   | 8,91  | 1 / 9      | 1       |
|                         | União Democrática Popular | 2 332  | 4,94 / 100,00   | -     | 0 / 9      | -       |
|                         | Aliança Povo Unido        | 1 900  | 4,03 / 100,00   | 1,29  | 0 / 9      | Estável |
|                         | PCTP/MRPP                 | 355    | 0,75 / 100,00   | -     | 0 / 9      | -       |
| Votos Inválidos         | Votos Inválidos           | 944    | 2,00 / 100,00   | 0,34  |            |         |
| Total                   | Total                     | 47 195 | 100,00 / 100,00 |       | 9 / 9      |         |
| Eleitorado/Participação | Eleitorado/Participação   | 70 149 | 67,28 / 100,00  | 18,08 |            |         |

### Machico
| Partido                 | Partido                   | Votos  | %               | +/-   | Vereadores | +/-     |
| ----------------------- | ------------------------- | ------ | --------------- | ----- | ---------- | ------- |
|                         | Partido Social Democrata  | 5 373  | 53,72 / 100,00  | 4,98  | 4 / 7      | Estável |
|                         | União Democrática Popular | 3 531  | 35,30 / 100,00  | -     | 3 / 7      | -       |
|                         | Centro Democrático Social | 404    | 4,04 / 100,00   | 0,08  | 0 / 7      | Estável |
|                         | Partido Socialista        | 152    | 1,52 / 100,00   | 2,97  | 0 / 7      | Estável |
|                         | PCTP/MRPP                 | 146    | 1,46 / 100,00   | -     | 0 / 7      | -       |
|                         | Aliança Povo Unido        | 135    | 1,35 / 100,00   | 0,15  | 0 / 7      | Estável |
| Votos Inválidos         | Votos Inválidos           | 261    | 2,61 / 100,00   | 0,14  |            |         |
| Total                   | Total                     | 10 002 | 100,00 / 100,00 |       | 7 / 7      |         |
| Eleitorado/Participação | Eleitorado/Participação   | 12 186 | 82,08 / 100,00  | 17,48 |            |         |

### Ponta do Sol
| Partido                 | Partido                   | Votos | %               | +/-   | Vereadores | +/-     |
| ----------------------- | ------------------------- | ----- | --------------- | ----- | ---------- | ------- |
|                         | Partido Social Democrata  | 4 015 | 84,42 / 100,00  | 5,13  | 5 / 5      | Estável |
|                         | Centro Democrático Social | 375   | 7,88 / 100,00   | 0,55  | 0 / 5      | Estável |
|                         | Partido Socialista        | 168   | 3,53 / 100,00   | 2,60  | 0 / 5      | Estável |
|                         | União Democrática Popular | 67    | 1,41 / 100,00   | -     | 0 / 5      | -       |
|                         | Aliança Povo Unido        | 44    | 0,93 / 100,00   | -     | 0 / 5      | -       |
| Votos Inválidos         | Votos Inválidos           | 87    | 1,83 / 100,00   | 1,38  |            |         |
| Total                   | Total                     | 4 756 | 100,00 / 100,00 |       | 5 / 5      |         |
| Eleitorado/Participação | Eleitorado/Participação   | 5 538 | 85,88 / 100,00  | 19,57 |            |         |

### Porto Moniz
| Partido                 | Partido                   | Votos | %               | +/-   | Vereadores | +/-     |
| ----------------------- | ------------------------- | ----- | --------------- | ----- | ---------- | ------- |
|                         | Partido Social Democrata  | 1 401 | 64,89 / 100,00  | 1,81  | 4 / 5      | Estável |
|                         | Centro Democrático Social | 546   | 25,29 / 100,00  | 2,60  | 1 / 5      | Estável |
|                         | Partido Socialista        | 158   | 7,32 / 100,00   | 1,05  | 0 / 5      | Estável |
|                         | Aliança Povo Unido        | 7     | 0,32 / 100,00   | -     | 0 / 5      | -       |
| Votos Inválidos         | Votos Inválidos           | 47    | 2,18 / 100,00   | 0,06  |            |         |
| Total                   | Total                     | 2 159 | 100,00 / 100,00 |       | 5 / 5      |         |
| Eleitorado/Participação | Eleitorado/Participação   | 2 506 | 86,15 / 100,00  | 11,44 |            |         |

### Porto Santo
| Partido                 | Partido                  | Votos | %               | +/-   | Vereadores | +/- |
| ----------------------- | ------------------------ | ----- | --------------- | ----- | ---------- | --- |
|                         | Partido Social Democrata | 1 272 | 57,95 / 100,00  | 14,07 | 3 / 5      | 1   |
|                         | Partido Socialista       | 859   | 39,13 / 100,00  | 10,90 | 2 / 5      | 1   |
|                         | Aliança Povo Unido       | 22    | 1,00 / 100,00   | -     | 0 / 5      | -   |
| Votos Inválidos         | Votos Inválidos          | 42    | 1,91 / 100,00   | 0,69  |            |     |
| Total                   | Total                    | 2 195 | 100,00 / 100,00 |       | 5 / 5      |     |
| Eleitorado/Participação | Eleitorado/Participação  | 2 537 | 86,52 / 100,00  | 14,62 |            |     |

### Ribeira Brava
| Partido                 | Partido                   | Votos | %               | +/-   | Vereadores | +/-     |
| ----------------------- | ------------------------- | ----- | --------------- | ----- | ---------- | ------- |
|                         | Partido Social Democrata  | 5 044 | 81,03 / 100,00  | 1,32  | 5 / 5      | Estável |
|                         | Partido Socialista        | 407   | 6,54 / 100,00   | 3,04  | 0 / 5      | Estável |
|                         | Centro Democrático Social | 314   | 5,04 / 100,00   | 0,73  | 0 / 5      | Estável |
|                         | União Democrática Popular | 102   | 1,64 / 100,00   | -     | 0 / 5      | -       |
|                         | Aliança Povo Unido        | 77    | 1,24 / 100,00   | 0,96  | 0 / 5      | Estável |
|                         | PCTP/MRPP                 | 74    | 1,19 / 100,00   | -     | 0 / 5      | -       |
| Votos Inválidos         | Votos Inválidos           | 207   | 3,32 / 100,00   | 0,87  |            |         |
| Total                   | Total                     | 6 225 | 100,00 / 100,00 |       | 5 / 5      |         |
| Eleitorado/Participação | Eleitorado/Participação   | 7 858 | 79,22 / 100,00  | 27,06 |            |         |

### Santa Cruz
| Partido                 | Partido                   | Votos  | %               | +/-   | Vereadores | +/-     |
| ----------------------- | ------------------------- | ------ | --------------- | ----- | ---------- | ------- |
|                         | Partido Social Democrata  | 8 104  | 73,81 / 100,00  | 9,70  | 6 / 7      | 1       |
|                         | Partido Socialista        | 1 174  | 10,69 / 100,00  | 6,39  | 1 / 7      | Estável |
|                         | Centro Democrático Social | 722    | 6,58 / 100,00   | 6,18  | 0 / 7      | Estável |
|                         | União Democrática Popular | 305    | 2,78 / 100,00   | -     | 0 / 7      | -       |
|                         | Aliança Povo Unido        | 272    | 2,48 / 100,00   | 0,83  | 0 / 7      | Estável |
|                         | PCTP/MRPP                 | 131    | 1,19 / 100,00   | -     | 0 / 7      | -       |
| Votos Inválidos         | Votos Inválidos           | 271    | 2,46 / 100,00   | 1,92  |            |         |
| Total                   | Total                     | 10 979 | 100,00 / 100,00 |       | 7 / 7      |         |
| Eleitorado/Participação | Eleitorado/Participação   | 14 131 | 77,69 / 100,00  | 23,45 |            |         |

### Santana
| Partido                 | Partido                   | Votos | %               | +/-   | Vereadores | +/-     |
| ----------------------- | ------------------------- | ----- | --------------- | ----- | ---------- | ------- |
|                         | Partido Social Democrata  | 4 168 | 77,96 / 100,00  | 2,44  | 5 / 5      | Estável |
|                         | Centro Democrático Social | 548   | 10,25 / 100,00  | 0,02  | 0 / 5      | Estável |
|                         | Partido Socialista        | 332   | 6,21 / 100,00   | 3,22  | 0 / 5      | Estável |
|                         | Aliança Povo Unido        | 92    | 1,72 / 100,00   | 0,18  | 0 / 5      | Estável |
|                         | União Democrática Popular | 77    | 1,44 / 100,00   | -     | 0 / 5      | -       |
| Votos Inválidos         | Votos Inválidos           | 129   | 2,41 / 100,00   | 0,52  |            |         |
| Total                   | Total                     | 5 346 | 100,00 / 100,00 |       | 5 / 5      |         |
| Eleitorado/Participação | Eleitorado/Participação   | 6 727 | 79,47 / 100,00  | 17,30 |            |         |

### São Vicente
| Partido                 | Partido                   | Votos | %               | +/-   | Vereadores | +/-     |
| ----------------------- | ------------------------- | ----- | --------------- | ----- | ---------- | ------- |
|                         | Partido Social Democrata  | 2 645 | 69,99 / 100,00  | 14,40 | 4 / 5      | 1       |
|                         | Centro Democrático Social | 550   | 14,55 / 100,00  | 10,23 | 1 / 5      | Estável |
|                         | Partido Socialista        | 235   | 6,22 / 100,00   | 9,05  | 0 / 5      | 1       |
|                         | Aliança Povo Unido        | 89    | 2,36 / 100,00   | -     | 0 / 5      | -       |
|                         | União Democrática Popular | 61    | 1,61 / 100,00   | -     | 0 / 5      | -       |
| Votos Inválidos         | Votos Inválidos           | 199   | 5,27 / 100,00   | 0,90  |            |         |
| Total                   | Total                     | 3 779 | 100,00 / 100,00 |       | 5 / 5      |         |
| Eleitorado/Participação | Eleitorado/Participação   | 4 946 | 76,41 / 100,00  | 22,66 |            |         |